# St. Peter und Paul (Medebach)

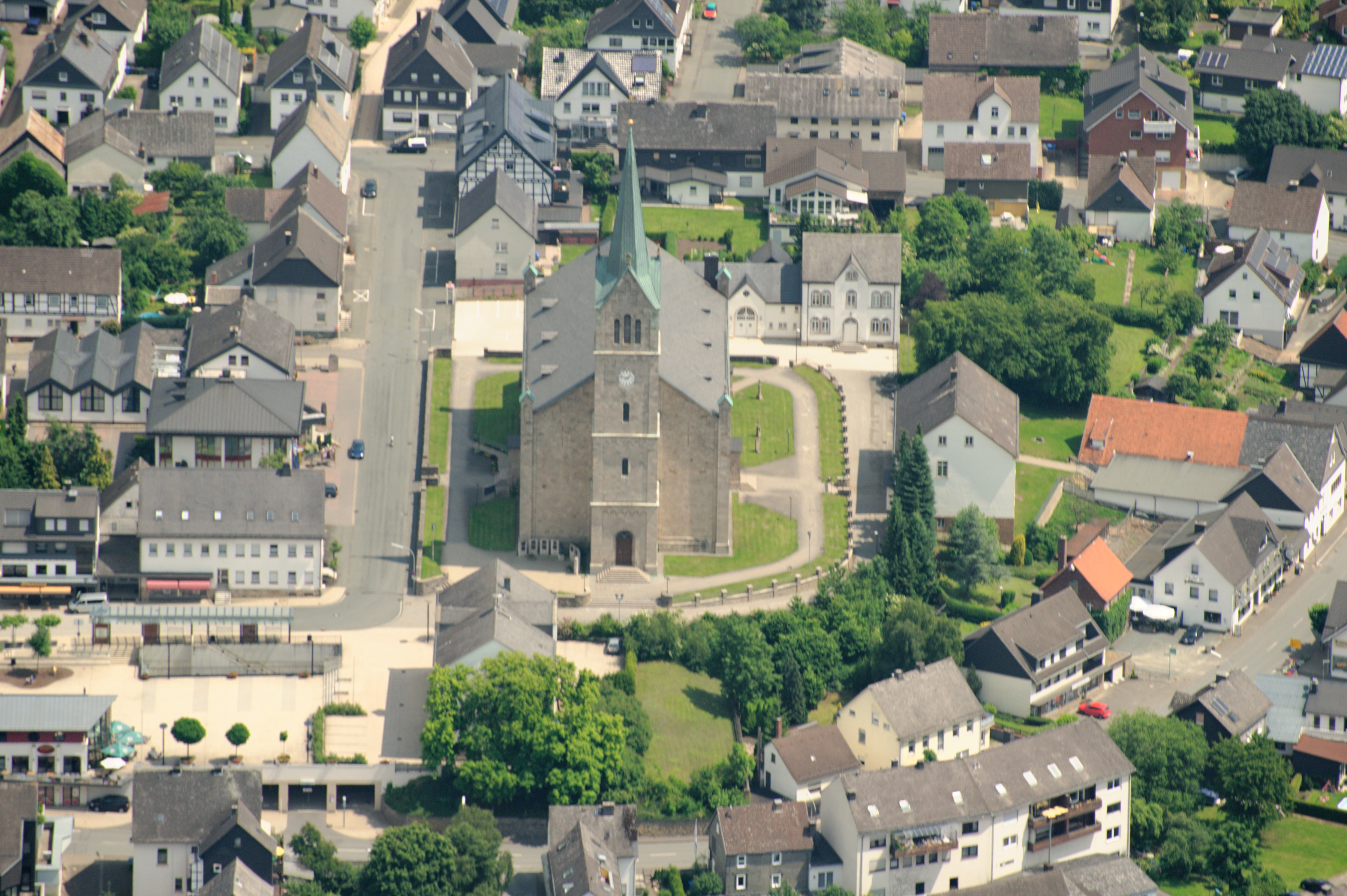
St. Peter und Paul aus der Luft

Die Sankt-Peter-und-Paul-Kirche in Medebach im Hochsauerlandkreis ist eine römisch-katholische Pfarrkirche, deren Entstehung ins 12. Jahrhundert zurückreicht. In ihrer jetzigen Form wurde sie beim Wiederaufbau nach dem letzten Brand von 1844 errichtet.

## Geschichte und Entwicklung
1144 ist erstmals in einer Urkunde von einer Kirche in Medebach die Rede. 1342 schenkte der Kölner Erzbischof Walram von Jülich dem Kloster Glindfeld die Kirche und das Pastorat zu Medebach. Das Kloster behielt das Patronat bis zur Aufhebung im Jahr 1804. In einem verheerenden Stadtbrand 1844 wurde die Kirche vollständig zerstört. Nach dem Wiederaufbau wurde sie durch den Paderborner Weihbischof Freusberg 1857 wieder geweiht.

### Kirchengebäude

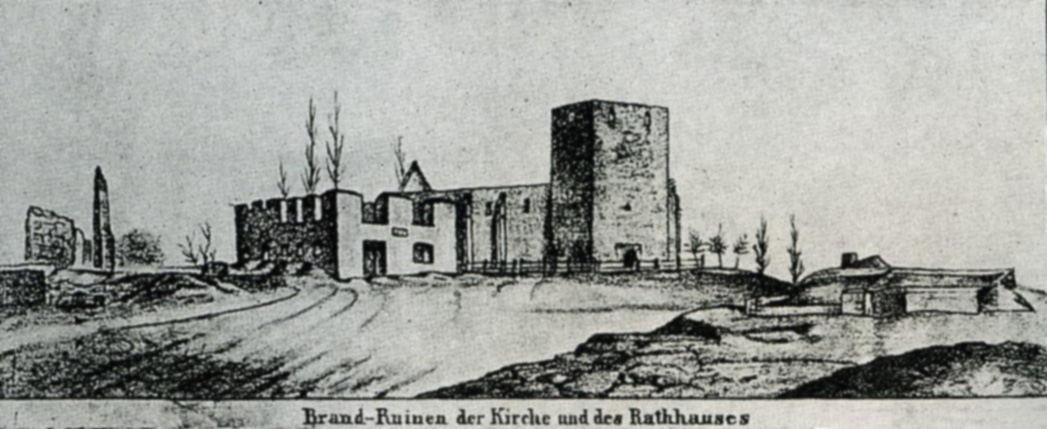
Kirchenruine 1844

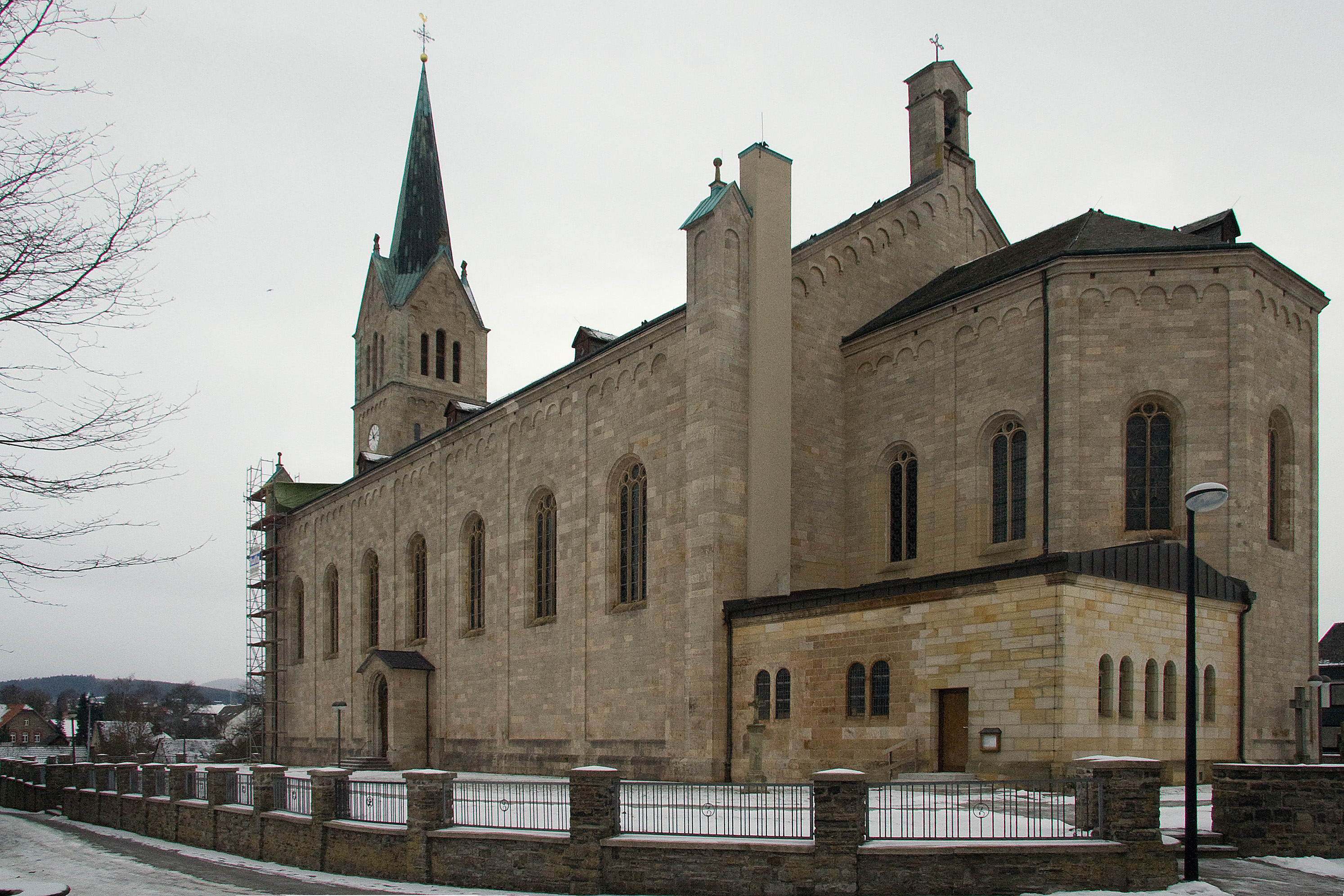
Ansicht von Südosten

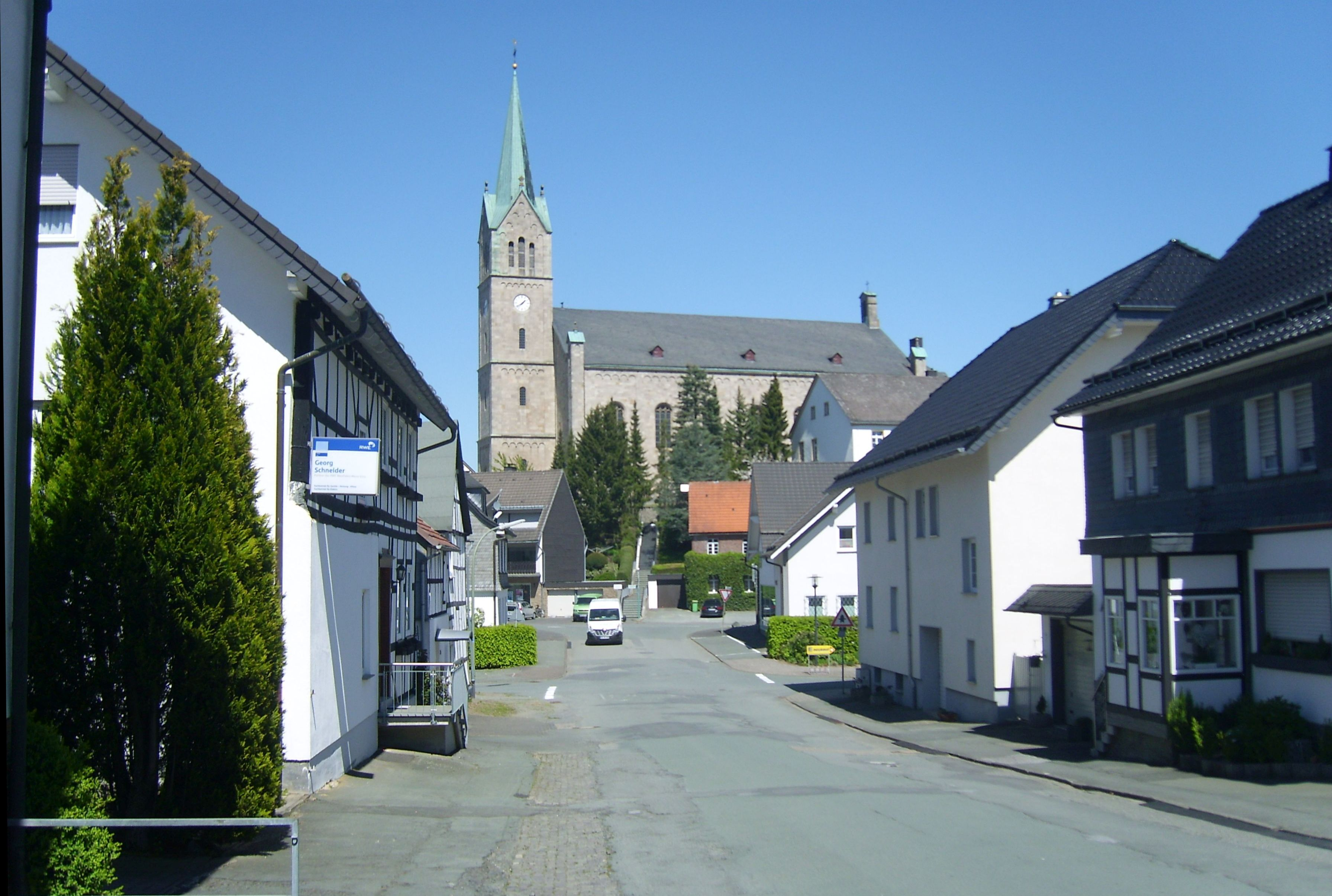
Ansicht von Süden

Die älteste, romanische Kirche, wies mehrere Bauperioden auf. Der älteste Teil bestand aus einer dreischiffigen Gewölbebasilika. Sie war in drei Joche unterteilt und insgesamt 43 Meter lang. Im Osten schloss sich ein quadratischer Chor an. 1565 wurden das nördliche und das südliche Seitenschiff abgebrochen. An der Südseite errichtete man einen Neubau und verband ihn mit dem gleich hohen Mittelschiff. Dieser Bau erhielt größere Fenster. Die Chorfenster wurden ebenfalls vergrößert.
Der ursprüngliche Westturm mit quadratischem Grundriss war insgesamt 160 Fuß (also etwa 50 Meter) hoch. An der Westseite befand sich ein 40 Fuß hohes Fenster, das 1565 zugemauert wurde.
Nach dem Brand von 1844, bei dem die Kirche bis auf die Grundmauern abbrannte, wurde an gleicher Stelle eine verlängerte Hallenkirche errichtet. Die Pläne stammten von dem Architekten Friedrich Heinrich Kronenberg. Die Grundsteinlegung erfolgte 1854. Die Ausführung der Bauarbeiten übernahm die Firma der Gebrüder Langenberg in Kassel. 1857 war die neue Kirche fertiggestellt und wurde noch im selben Jahr geweiht.
Der neue Westturm ist 63 Meter hoch, wenn man Kreuz und Wetterhahn mitrechnet, und ist in vier Etagen unterteilt. Im dritten Stock befindet sich an drei Seiten je eine Uhr. Im vierten Stock sind die vier Glocken aufgehängt. Auf dem obersten Stock befindet sich ein achteckiger Turmhelm mit Kupferdach.
Das nach Osten anschließende Langhaus wird durch ein Satteldach abgeschlossen, das bis zur Höhe des dritten Turmgeschosses reicht. An den Ecken befinden sich kleine Türmchen. Auf dem östlichen Giebel befindet sich ein Glockentürmchen. In den Seitenwänden gibt es je sieben Rundbogenfenster. An das Langhaus schließt sich der Chor an. Er besteht aus zwei Jochen mit je zwei Rundbogenfenstern. Nördlich an den Chor schließt sich eine kleinere Sakramentskapelle und südlich eine Sakristei an.

### Kircheninneres

#### Altäre
Kirchenpatrone sind die Apostel Petrus und Paulus. Kirchweihfest ist der 29. Juni. Bis zur Reformationszeit hatte die Kirche fünf Altäre. Der Hochaltar war in der Reformationszeit entweiht worden und erst 1645 durch Weihbischof Frick neu geweiht worden. Dafür war lange Zeit ein Tragaltar im Einsatz. 1402 wurde der Kreuzaltar gestiftet. 1483 ist ein Maria-Magdalenen-Altar benannt. 1539 ist ein Nikolausaltar bezeugt, der 1564 mit dem erstmals 1524 genannten Annenaltar vereinigt worden war. Im 17. Jahrhundert ist von einem Marienaltar die Rede.
1825 erhielt die Kirche drei neue Altäre, die 1844 mit verbrannten. Heute gibt es einen neugotischen Hochaltar im östlichen Teil des Chores. Ein Zelebrationsaltar aus Sandstein befindet sich im westlichen Chorbereich, nicht weit vom Übergang zum Langhaus entfernt.

#### Orgel

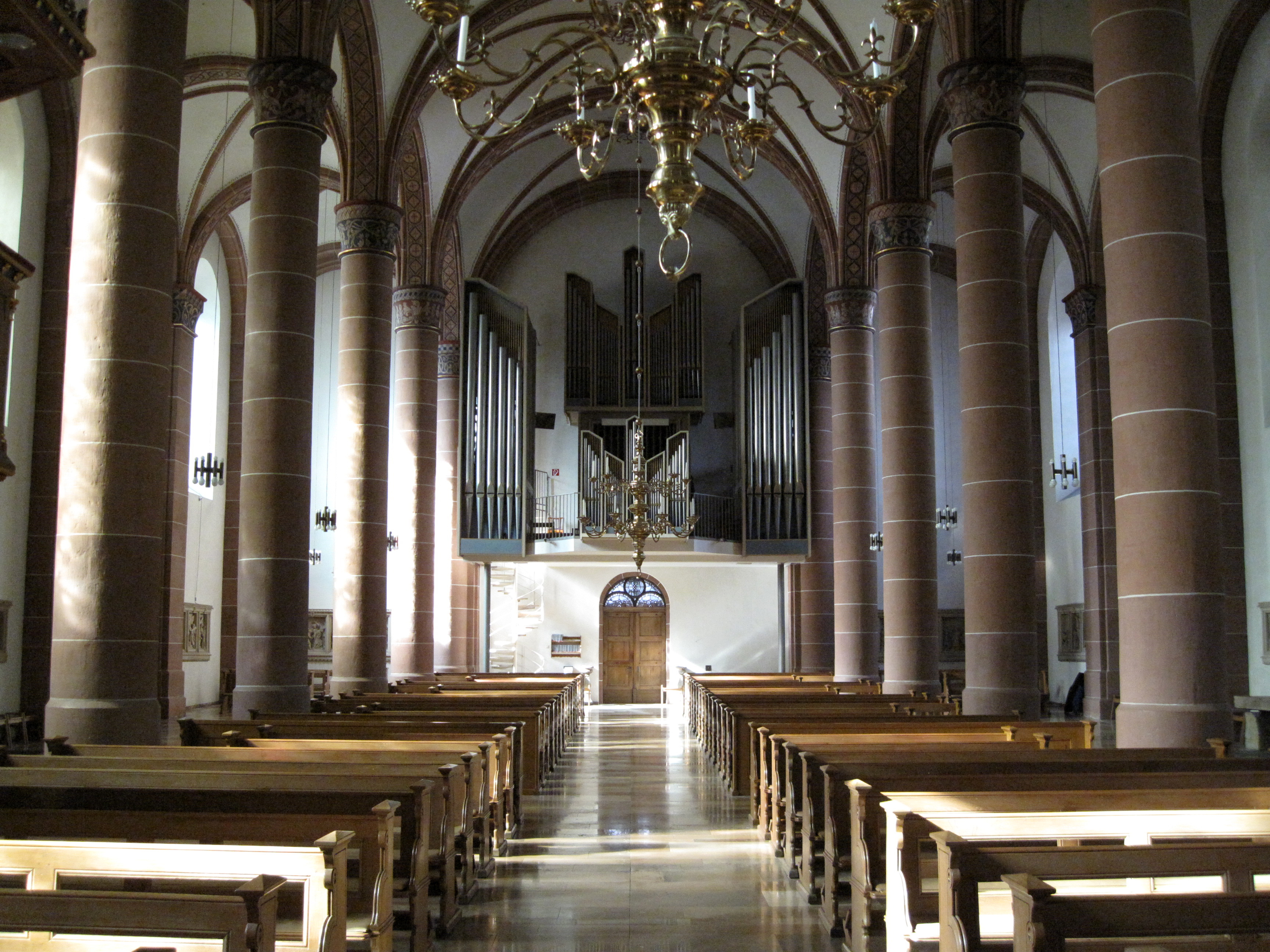
Breil-Orgel von 1965

Die Orgel befindet sich über dem Haupteingang und wurde 1965 von der Dorstener Orgelbaufirma Breil gebaut. Sie hat 41 Register, die auf drei Manuale verteilt sind. Die Disposition lautet wie folgt:
| I Hauptwerk C–g3 |       |
| Quintade         | 16′   |
| Prinzipal        | 8′    |
| Gemshorn         | 8′    |
| Oktave           | 4′    |
| Gedacktflöte     | 8′    |
| Quinte           | 2 ⁄3′ |
| Oktave           | 2′    |
| Flachflöte       | 2′    |
| Mixtur VI        |       |
| Terzzimbel III   |       |
| Trompete         | 16′   |
| Trompete         | 8′    |

| II Rückpositiv C–g3 |       |
| Gedackt             | 8′    |
| Praestant           | 4′    |
| Rohrflöte           | 4′    |
| Waldflöte           | 2′    |
| Sifflöte            | 1 ⁄3′ |
| Oktave              | 1′    |
| Sequialtera II      |       |
| Scharff V           |       |
| Dulzian             | 16′   |
| Krummhorn           | 8′    |
| Trompete            | 4′    |
| Tremulant           |       |

| III Brustwerk (im Schweller) C–g3 |        |
| Holzgedackt                       | 8′     |
| Blockflöte                        | 4′     |
| Prinzipal                         | 2′     |
| Terz                              | 1 3⁄5′ |
| Quinte                            | 1 ⁄3′  |
| Gemshorn                          | 1′     |
| Zimbel III                        |        |
| Schalmey                          | 8′     |
| Tremulant                         |        |

| Pedal C–f1    |     |
| Untersatz     | 32′ |
| Prinzipalbass | 16′ |
| Subbass       | 16′ |
| Oktavbass     | 8′  |
| Gedacktbass   | 8′  |
| Choralbass    | 4′  |
| Nachthorn     | 2′  |
| Mixtur V      |     |
| Posaune       | 16′ |
| Trompete      | 8′  |

- Koppeln: II/I, III/I, III/II, I/P, II/P, III/P
- Spielhilfen: 2 freie Kombinationen, Tutti, Zungeneinzelabsteller, Schweller, Crescendowalze

#### Glocken
1600 hatte die Kirche sechs Glocken, 1634 bei der Eroberung der Stadt mindestens sieben, die alle eingeschmolzen wurden. 1639 wurden drei neue angeschafft.  1744 hatte die Kirche vier Glocken, die beim Brand von 1844 alle zerstört wurden. Hierfür wurde Ersatz geschaffen, doch mussten drei davon im Zweiten Weltkrieg abgegeben werden. Für diese wurde wiederum nach 1945 neue Glocken als Ersatz für die Kriegsverluste beschafft.

#### Sonstiges

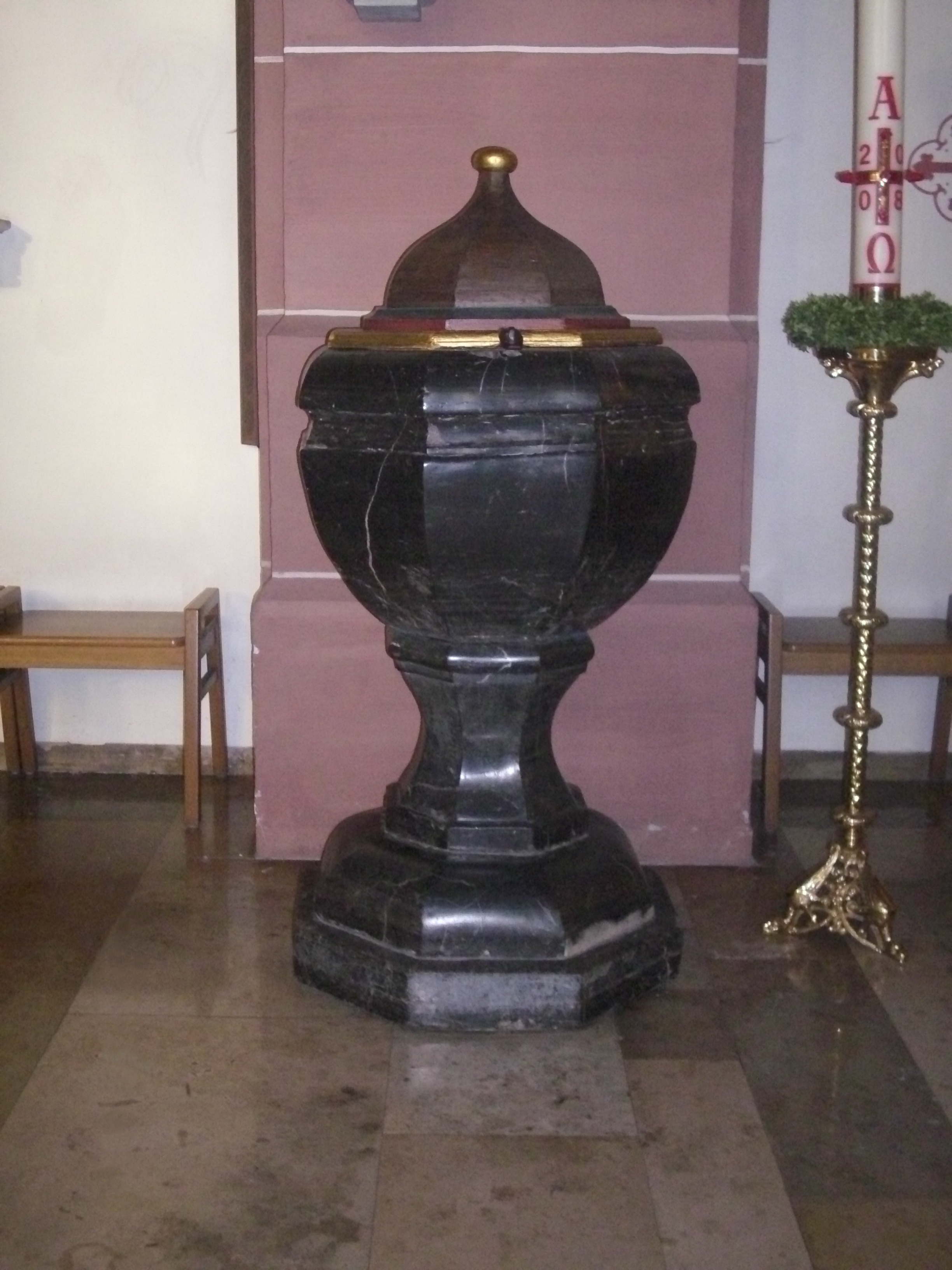
Taufstein

Die Kanzel ist an der zweiten Säule des Langhauses an der rechten Seite angebracht.
In der alten Kirche befand sich ein Taufbrunnen, im Durchmesser 10 Fuß breit und 5 Fuß tief. Der gegenwärtige Taufstein stammt aus dem Anfang des 19. Jahrhunderts. Er hat die Form eines achteckigen Kelches und ist aus schwarzem Marmor gearbeitet, der von einem achteckigen hölzernen Deckel abgeschlossen wird.
Im Jahr 1900 erhielt die Kirche zwei neue Figurengruppen „Pieta“ und „Tod des Hl. Joseph“. Beide stammen aus der Bildhauerwerkstatt Moormann aus Wiedenbrück. Bildhauer Moormann schuf ebenfalls die Kreuzwegstationen an den Seitenwänden der Kirche.
Seit 2020 überträgt der Pastoralverbund Medebach-Hallenberg die Messen über Livestreams auf YouTube, dies geschah im Zuge der COVID-19-Pandemie.

### Näheres Umfeld

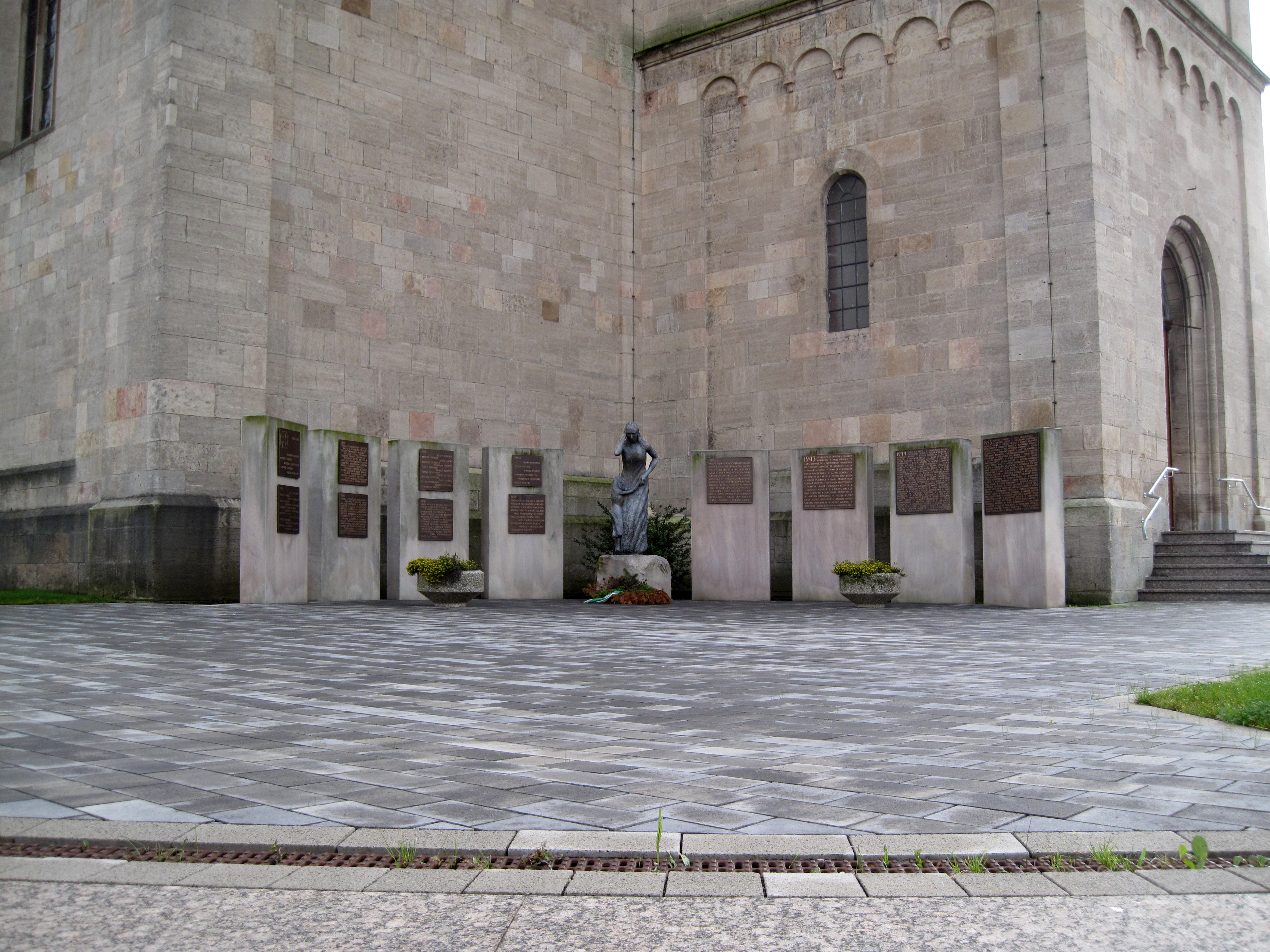
Kriegerdenkmal

Für das Jahr 1660 ist ein Siechenhaus genannt, das vor dem Niederen Tor lag. Nördlich des Chores befindet sich eine Sakramentskapelle, während südlich vom Chor die Sakristei angebaut ist. Vor dem Seiteneingang befindet sich ein Kriegerdenkmal.